# Francisco IV Gonzaga
Francisco IV Gonzaga (em italiano: Francesco IV Gonzaga) (Mântua, 7 de maio de 1586 — Mântua, 22 de dezembro de 1612), também conhecido por Francesco Gonzaga ou Francesco Gonzaga, duca di Mantova, foi o filho primogénito de Vicente I, duque de Mântua e Monferrato, e de Leonor de Médici, que governou como duque de Mântua e de Monferrato entre 9 de fevereiro e 22 de dezembro de 1612, data em que faleceu, com apenas 26 anos de idade, vítima de um surto epidémico de varíola.
Foi o quinto duque de Mântua (na Lombardia) e o terceiro duque de Monferrato (no Piemonte). Casou com Margarida de Saboia, a qual, anos mais tarde, seria a última vice-rainha de Portugal durante a dinastia filipina, governando o país aquando da Restauração da Independência.

## Biografia
Francisco Gonzaga era o filho primogénito de Vicente I Gonzaga, duque reinante de Mântua e Monferrato, destinado a suceder a seu pai à frente dos destinos dos ducados soberanos do noroeste de Itália que eram desde há séculos feudo da Casa de Gonzaga. Com o objectivo de consolidar o poder da família, casou em Turim, a 19 de fevereiro de 1608, com Margarida de Saboia, filha de Carlos Emanuel I, duque de Saboia, numa aliança matrimonial destinada a reduzir as tensões entre ambos os ducados e a garantir uma presença da família de Saboia no poder ducal de Mântua.
Apesar deste casamento ser apresentado como uma forma de aproximar duas das mais importantes famílias reinantes do noroeste da península italiana, desde há muito em conflito pela posse da Marca de Monferrato, na realidade tinha por detrás razões bem distintas: da parte dos Gonzaga pretendia-se eliminar qualquer pretensão residual sobre o trono de Monferrato; da parte dos Saboia, prevendo as futuras dificuldades dos Gonzaga em assegurar a sucessão no trono ducal, criar um laço familiar que permitisse uma mais fácil influência sobre a sucessão em Mântua e Monferrato.
Do casamento com Margarida de Saboia, que acabaria prematuramente devido à morte de Francisco, nasceram os seguintes filhos:
- Maria (1609 — 1660), a única descendente sobreviva aquando do falecimento do pai, que casaria em 1627 com Carlos Gonzaga, Duque de Mayenne, um primo afastado pertencente ao "ramo francês" da família Gonzaga, os Gonzaga-Nevers;
- Luís (Ludovico) (27 de abril de 1611 — 3 de agosto de 1612), o herdeiro ducal, que faleceu do mesmo surto epidémico que vitimou o pai;
- Leonor (Eleonora) (12 de setembro — 13 de setembro de 1612), bebé falecido no dia imediato ao nascimento.

Apesar do seu curto governo, Francisco IV ficou conhecido como um homem justo, merecendo referência a atenção que dedicou ao respeito pelos direitos humanos dos judeus de Mântua. Tendo a governação de seu pai sido manifestamente perdulária, herdou o ducado em graves dificuldades financeiras, com dívidas acumuladas que não poderiam ser satisfeitas sem recursos a medidas draconianas de poupança. No contexto dessas medidas, e apesar de ser um reconhecido amante da música e do teatro, despediu o compositor Claudio Monteverdi que fora contratado por seu pai.
Como o único descendente sobrevivo era uma menina, então com 3 anos de idade, a aplicação da lei sálica levou a que a sucessão ducal recaísse em Fernando, Cardeal Gonzaga, irmão do falecido duque. Entretanto, a duquesa viúva, Margarida de Saboia, tinha declarado que estava grávida, esperando um filho do falecido duque, o que se veio a verificar ser falso.
A sucessão não foi aceite pacificamente pela Casa de Saboia, que impediu que a sucessão no ducado de Monferrato seguisse a lei sálica, já que tradicionalmente aquele ducado fora um marquesado onde a linha feminina sucedia no trono. Em consequência, Carlos Emanuel I enviou o seu filho Vítor Amadeu para impor Maria Gonzaga como duquesa de Monferrato, o que conseguiu, ficando sua mãe, Margarida de Saboia, como regente.
Um evento que marcou o curto período em que foi duque reinante foi a disputa com Rainúncio I Farnésio, duque de Parma, um acérrimo inimigo de seu pai, que após a morte daquele o havia acusado de liderar uma conjura alguns anos antes. O conflito parecia encaminhar-se para mais uma guerra, mas a acção diplomática da Casa de Saboia e do embaixador da França permitiu manter a paz entre as facções desavindas.